# Noémie Merlant
Noémie Merlant (Párizs, 1988. november 27. – ) César-díjas francia modell, filmszínésznő, filmrendező, forgatókönyvíró. Fiatal kora ellenére számos sikeres drámai film főszereplője. Ismertebb filmszerepei a 2023-as Családban marad (L’innocent) Clémence Genièvre alakítása és a 2024-es Emmanuelle erotikus film címszerepe.

## Élete

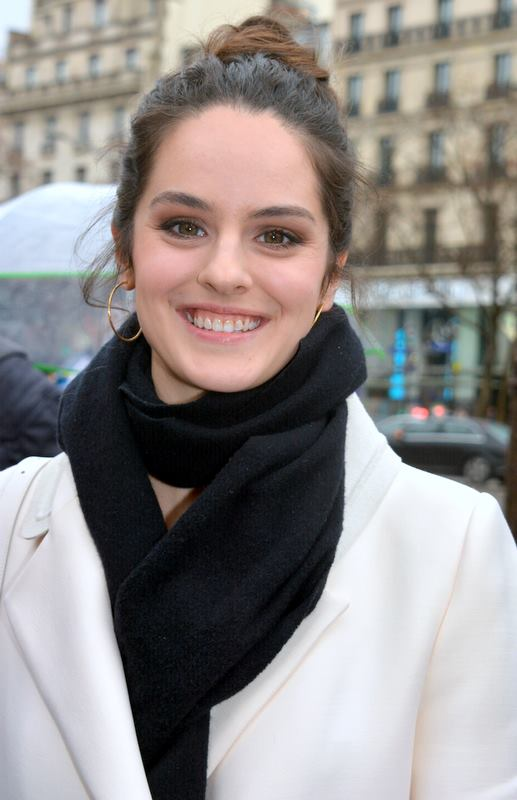
2017-ben

Párizsban született, szülei ingatlanügynökök voltak. Ötéves korától Nantes közelében, Rezében élt szüleivel és idősebb, mentálisan beteg nővérével. 
Itt töltötte teljes serdülőkorát. 
Az itteni Lycée Notre-Dame líceumba (gimnáziumba) járt. Érettségi után a 176 cm magas, igen nőies adottságú lány Párizsba költözött és keresett fotómodell lett. 2005-ben, 17 éves korában egy fotográfustól szexuális támadást szenvedett el. Egy 2024-es tévéinterjúban Merlant elmondta, hogy akkori barátai és családja, bár hittek neki, de nem csináltak ebből „ügyet”.
2007–2011 között François Florent párizsi színiiskolájában, a Cours Florent-ban kitanulta a színészmesterséget. Rövidfilmes szerepekkel debütált a kamera előtt. 
Első mozifilmes szerepét 2011-ben Delphine Gleize rendezőnő La permission de minuit című filmjében kapta. 2013-ban Jacques Richard rendező L’orpheline avec en plus un bras en moins című filmdrámájában már főszerepet kapott. Éléonore alakításáért bekerült a César-díj előválogatásába, a legígéretesebb fiatal színésznő kategóriában.
Ezután sorozatban kapta a mozifilmes és tévés szerepeket. 2014-ben először dolgozott együtt Marie-Castille Mention-Schaar rendezőnővel, az Emlékek őrzői című iskolai filmdrámában, ahol a tanárnő (Ariane Ascaride) egy kevert etnikumú, problémás osztályt próbál közelebb vinni a holokauszt megértéséhez. 2015-ben kisebb szerepet kapott Jean-François Richet Egy őrült pillanat című romantikus vígjátékában. 2016-ban Christophe Lioud rendező Dél-Afrikában játszódó filmdrámájában, À tous les vents du ciel-ben Merlant nemcsak főszerepet játszott, hanem ő maga énekelte fel a Fate (Sors) című filmdalt, amely a filmzene DVD-jén is megjelent. 
Ugyanebben az évben ismét Marie-Castille Mention-Schaars rendezőnővel dolgozott. Le ciel attendra című filmdrámájában Soniát, egy francia polgárlányt játszik, akit húgával együtt az internetes behálóz egy ismeretlen arab fiú. Hatására mindketten az Iszlám Állam hívévé szegődnek és Szíriába utaznak, hogy ott férjhez menjenek és a dzsihádot támogassák. Soniának sikerül visszatérnie, de filmbéli húga teljesen aláveti magát kijelölt férjének, akit csodatévő hercegnek lát. A film bemutatja az iszlamisták hatékonyan működő európai toborzási és agymosási módszereit, és az ellenük küzdeni próbáló franciaországi civil szervezet munkáját is. Alakításáért Merlant-t 2017-ben a a legígéretesebb fiatal színésznőnek járó César-díjra és Lumières-díjra is jelölték.
2017-ben debütált filmrendezőként, a Je suis une biche c. rövidfilm-komédiával, melynek forgatókönyvét is ő írta. 2019-ben rendezte második rövidfilmjét, a Shakirát, ebben kisebb mellékszerepben is megjelent.
2019-ben Céline Sciamma rendezőnő Portré a lángoló fiatal lányról című romantikus filmdrámájában Merlant egy festőművészt alakít, aki szerelmi viszonyra lép női modelljével. Érdekesség, hogy a születésétől balkezes Merlant a szerep kedvéért megtanult jobb kézzel rajzolni és festeni. Ezért az alakításáért Merlant 2020-ban két jelölést kapott: a legjobb színésznőnek járó César-díjra és a legjobb színésznőnek járó Lumières-díjra.
2021-ben az egyik főszerepet alakította Jacques Audiard rendező erotikától fűtött Ahol a Nap felkel Párizsban (Les Olympiades, Paris 13e) című romantikus vígjátékában. Ugyanebben az évben a 2021-es cannes-i fesztiválon különleges válogatás (séance spéciale) keretében mutatták be Merlant első saját mozifilmjét Mi iubita, mon amour címmel, amelynek női főszerepét is ő maga vitte végig.
2023-ban főszerepelt Louis Garrel rendező Családban marad című filmdrámájában, mely a családon belüli szexuális alávetések hálóját mutatja meg. Merlant alakítását a a legjobb mellékszereplő színésznőnek járó César-díjjal ismerték el. 2023. június végén Merlant-t meghívták a Beverly Hills-i Filmművészeti és Filmtudományi Akadémia (AMPAS) tagjává. Ez a testület dönt az Oscar-díjak odaítéléséről. 2024-ben Merlant saját főszereplésével megrendezte Les femmes au balcon című erotikus horrorfilmjét, nők erőszakos kihasználásáról és kizsákmányolásáról, melyet Cannes-ban Queer Pálma-díjra jelöltek.
2024-ben Audrey Diwan rendező Emmanuelle című erotikus filmjében – Just Jaeckin rendező ötven évvel korábbi, 1974-es azonos című kultuszfilmjének reboot-jában – Merlant Emmanuelle-t, a szex-éhes címszereplőt formálta meg, vegyes kritikai visszhanggal.

## Főbb filmjei

### Filmszerepei
- 2011: La permission de minuit; Mathilde
- 2011: L’orpheline avec en plus un bras en moins; Éléonore
- 2011: Juste avant l’aube; rövidfilm; Laura
- 2011: Le jour où tout a basculé; tévésorozat; egy epizódban; Annabelle
- 2012: Julie Lescaut; tévésorozat; egy epizódban; Lou de Salle
- 2012: Különleges ügyosztály – Marseille (Enquêtes réservées); tévésorozat; egy epizódban; Garance Lasarthe
- 2013: Pour le rôle; tévésorozat; egy epizódban; titkárnő
- 2014: La crème de la crème; csalétek-lány
- 2014: Des lendemains qui chantent; Svetlana
- 2014: Emlékek őrzői (Les héritiers); Mélanie
- 2014: Le voyage de monsieur Perrichon; tévéfilm; Henriette
- 2015: Egy őrült pillanat (Un moment d’égarement); Linda
- 2015: Newcomer; Anja
- 2015: WEI or DIE; Tania
- 2016: Dieumerci!; Audrey
- 2016: Elles… Les filles du Plessis; tévéfilm; Brigitte
- 2016: The Brother; Claire
- 2016: À tous les vents du ciel; Claire
- 2016: Le ciel attendra; Sonia Bouzaria
- 2016: La loi de…; tévésorozat; egy epizódban; Katya Valle
- 2017: A mélybe (Plonger); fiatal művésznő
- 2017: Unexpected; rövidfilm; Agnes
- 2018: Az én hősöm (Le retour du héros); Pauline
- 2018: Anyák napja (La fête des mères); Coco
- 2018: Les drapeaux de papier; Charlie
- 2019: Pajzán kíváncsiság (Curiosa); Marie de Heredia
- 2019: Portré a lángoló fiatal lányról (Portrait de la jeune fille en feu); Marianne
- 2019: Republique: The Interactive; Nora
- 2019: Shakira; rövidfilm; illatszerbolti eladónő
- 2020: Jumbo; Jeanne
- 2020: A jó ember (A Good Man); Benjamine Adler
- 2021: Mi iubita, mon amour; Jeanne
- 2021: Ahol a Nap felkel Párizsban (Les Olympiades, Paris 13e); Nora Ligier
- 2021: H24; tévésorozat; egy epizódban; önmaga
- 2022: Un año, una noche; Céline
- 2022: Családban marad (L’innocent); Clémence Genièvre
- 2022: Tár (Tár); Francesca Lentini
- 2022: Baby Ruby; Jo
- 2023: Les âmes soeurs; Jeanne Fabert
- 2023: Ennél csak jobb jöhet (Une année difficile); Cactus
- 2023: Lee (Lee); Nusch Eluard
- 2024: Les femmes au balcon / The Balconettes; Élise
- 2024: Emmanuelle; Emmanuelle

### Író, forgatókönyvíró, rendező
- 2017: Je suis une biche; rövidfilm
- 2019: Shakira; rövidfilm
- 2021: Mi iubita, mon amour
- 2024: Les femmes au balcon / The Balconettes
- 2025: The Murderous

## Főbb elismerései, díjai
- 2016: elnyerte az Oldenburgi Nemzetközi Filmfesztivál Seymour Cassel-díját a legjobb színésznő kategóriában, az À tous les vents du ciel-ben nyújtott alakításáért.
- 2017: jelölték Lumières-díjra, a legígéretesebb fiatal színésznőnek|a legígéretesebb fiatal színésznő kategóriában, a Le ciel attendra Sonia-szerepéért
- 2017: jelölték César-díjra, a legígéretesebb fiatal színésznő kategóriában, a Le ciel attendra Sonia-szerepéért.
- 2019: jelölték Európai Filmdíjra, a legjobb színésznő kategóriában, a Portré a lángoló fiatal lányról-ban nyújtott alakításért
- 2020: elnyerte a Lumières-díjat, a legjobb színésznő kategóriában, a Portré a lángoló fiatal lányról-ban nyújtott alakításért
- 2020: jelölték César-díjra, a legjobb színésznő kategóriában, a Portré a lángoló fiatal lányról-ban nyújtott alakításért
- 2023: elnyerte a César-díjat a a legjobb mellékszereplő színésznő kategóriában, a Családban marad filmben nyújtott alakításáért.